# ساوت‌فیلدز

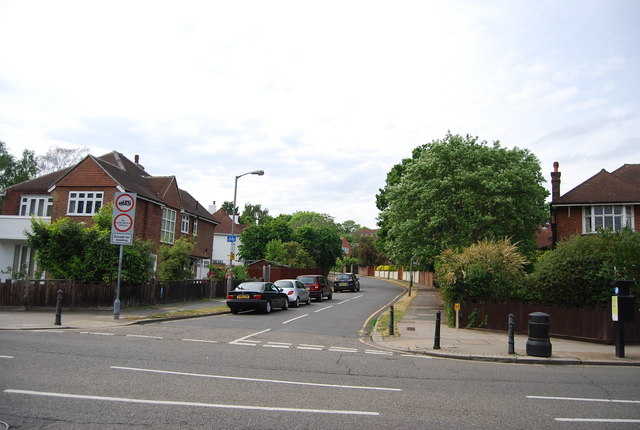
نمایی از ناحیه «ساوت‌فیلدز»

ساوت‌فیلدز (به انگلیسی: Southfields) یک ناحیه در لندن است که در منطقه واندزوورث لندن واقع شده‌است.
جمعیت این ناحیه ۱۳٬۴۷۴ نفر است.

## تاریخ شهر
تا اواخر قرن نوزدهم Southfields هنوز مزارع بود که در بین روستاهای پیشرفته ویمبلدون و پوتنی واقع شده بود. چندین مسیر قبلی از طریق مزارع مسیرهایی را برای بخش‌هایی از سیستم جاده ای امروز، به ویژه جاده پارک ویمبلدون و ادامه آن از طریق Southfields Passage، که مسیر حرکت میدانی از ویمبلدون به واندزورث، جاده کیمبر و باولک بود، تشکیل می‌دهند. مسیرهای مزرعه را می‌توان در نقشه‌های قدیمی منطقه مشاهده کرد.
مدرسه در جاده مرتون یک ساختمان ذکر شده درجه دو است
وقتی راه‌آهن District & London و South West از ویمبلدون تا پل پوتنی در ژوئن سال ۱۸۸۹ افتتاح شد، این منطقه شروع به فعالیت کرد و با افتتاح اولین مدرسه یک سال بعد در جاده مرتون، یکی دیگر از قطارهای اصلی اصلی که در گذشته از طریق مزارع عبور می‌کردند.
این منطقه مانند سایر اطراف آن، در چند دهه گذشته دستخوش تغییر قابل توجهی شده‌است، به همین ترتیب قیمت خانه در آن افزایش یافته‌است. تاریخچه Southfields در کتاب «ویلا‌های اتاق دار» در سال ۱۹۹۹ توسط نیل رابرسون تحقیق و ثبت شده‌است.